# Colúmbia Britànica
La Colúmbia Britànica (en anglès British Columbia, en francès Colombie-Britannique) és una de les províncies que constitueixen la confederació del Canadà. Està situada a la costa oest del país, tocant al Pacífic. Limita al nord-oest amb l'estat estatunidenc d'Alaska, al nord amb el territori del Yukon i els Territoris del Nord-oest, a l'est amb Alberta i al sud amb els estats nord-americans de Washington, Idaho i Montana. La capital és Victòria, a l'illa de Vancouver, mentre la ciutat més poblada és Vancouver. El 2020 tenia una població estimada de 5,1 milions d'habitants, cosa que la convertia en la tercera província més poblada del Canadà.
El primer assentament britànic a la zona va ser Fort Victoria, establert el 1843, que va donar lloc a la ciutat de Victòria, al principi la capital de la colònia de l'illa de Vancouver. Posteriorment, el 1858, a la part continental, es fundà la Colònia de la Colúmbia Britànica per Richard Clement Moody  i el Columbia Detachment of the Royal Engineers, en resposta a la febre de l'or del canyó del Fraser. Moody va ser comissari en cap de terres i obres de la colònia i primer tinent governador de la Colúmbia Britànica. Moody va escollir l'indret i va fundar la capital original de la Columbia Britànica, New Westminster, va establir la ruta Cariboo i el parc Stanley, i va dissenyar la primera versió de l'escut de la Columbia Britànica. Port Moody porta el seu nom.
El 1866 l'illa de Vancouver va passar a formar part de la colònia de la Colúmbia Britànica i Victoria es va convertir en la capital de la colònia unida. El 1871 la Columbia Britànica es va convertir en la sisena província del Canadà. El seu lema en llatí és Splendor sine occasu ("Esplendor sense disminució"). La Colúmbia Britànica va evolucionar a partir de les possessions britàniques establertes a l'actual Colúmbia Britànica el 1871. Les primeres nacions, els habitants originals de la terra, tenen una història d'almenys 10.000 anys a la zona. Avui hi ha pocs tractats i la qüestió del títol aborigen, ignorada des de fa molt de temps, s'ha convertit en una qüestió legal i política de debats freqüents com a conseqüència d'accions judicials recents.

## Etimologia
El nom de la província fou escollit per la reina Victòria, quan la Colònia de la Colúmbia Britànica, és a dir, "la part continental", es va convertir en colònia britànica el 1858. Es refereix al Departament de Colúmbia o Districte de Colúmbia, el nom britànic del territori drenat pel riu Columbia, al sud-est de la Colúmbia Britànica, que era el mateix nom que tenia el Districte de Columbia de la Companyia de la Badia de Hudson abans del Tractat d'Oregon. La reina Victòria va escollir British Columbia per distingir-la del Departament o Districte de Columbia dels Estats Units ("Columbia Americana" o "Columbia del Sud"), que s'acabaria convertint en el Territori d'Oregon el 8 d'agost de 1848 com a conseqüència del tractat.
El nom Columbia deriva del Columbia Rediviva, un vaixell americà que va donar el nom al riu Columbia i més tard a la regió.  El Columbia del vaixell fa referència al nom Columbia per referir-se al Nou Món, una referència a Cristòfor Colom.

## Geografia
La Colúmbia Britànica és la província més occidental del Canadà. Limita a l'oest amb l'oceà Pacífic i l'estat estatunidenc d'Alaska, al nord amb el Yukon i els Territoris del Nord-oest, a l'est amb la província d'Alberta i al sud amb els estats estatunidencs de Washington, Idaho i Montana. La frontera sud de la Colúmbia Britànica es va establir pel Tractat d'Oregon de 1846. La seva superfície és de 944.735 quilòmetres quadrats. La costa de la Colúmbia Britànica s'estén per més de 27.000 quilòmetres i inclou nombrosos fiords i prop de 6.000 illes, la majoria deshabitades. És l'única província del Canadà que limita amb l'oceà Pacífic.
La capital és Victòria, situada a l'extrem sud-est de l'illa de Vancouver. Només una estreta franja de l'illa de Vancouver, des de Campbell River fins a Victoria, té una població significativa. Gran part de la part occidental de l'illa de Vancouver i la resta de la costa està coberta per un bosc temperat humit.
La ciutat més poblada de la província és Vancouver, que es troba a la confluència del riu Fraser i l'estret de Geòrgia, a l'angle sud-oest de la part continental, una zona anomenada habitualment Lower Mainland. Altres ciutats importants són: Surrey, Burnaby, Coquitlam, Richmond, Delta i New Westminster a Lower Mainland; Abbotsford i Langley a la vall del Fraser; Nanaimo a l'illa de Vancouver; i Kelowna i Kamloops a l'altiplà interior. Prince George, és la major ciutat del centre de la Província; tot i que la població més propera al centre geogràfic de la província és Vanderhoof, uns 100 km a l'oest de Prince George.
Les muntanyes de la Costa i l'Inside Passage, amb els nombrosos fiords que hi ha, proporcionen alguns dels paisatges més famosos i espectaculars de la Colúmbia Britànica, que constitueixen la base per a una creixent indústria d'aventures a l'aire lliure i ecoturisme. El 75% de la província és muntanyosa, amb més de 1.000 metres sobre el nivell del mar, el 60% està cobert de boscos i només al voltant del 5% és superfície cultivable.
La zona vinícola d'Okanagan, que s'estén des de Vernon fins a Osoyoos, a la frontera dels Estats Units, és una de les diverses regions productores de vi i sidra del Canadà. Altres regions vitivinícoles de la Colúmbia Britànica inclouen la vall de Cowichan, a l'illa de Vancouver, i la vall del Fraser.
Les dues terceres parts de la província més septentrionals, majoritàriament muntanyosos, són en gran part despoblats i poc desenvolupats, a excepció de la zona a l'est de les Muntanyes Rocoses, al voltant del riu Peace, on hi ha la part de les praderies canadenques de la Colúmbia Britànica, centrada a la ciutat de Dawson Creek.

## Clima

classificació de Köppen a la British Columbia

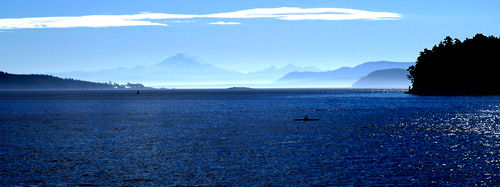
estret de Geòrgia, prop de Vancouver

La costa sud de la Colúmbia Britànica té un clima oceànic suau, influït pel corrent del Pacífic Nord, que té els seus orígens en el corrent de Kuroshio. El llac Henderson de l'illa de Vancouver rep una mitjana de 6.903 mm de pluja anualment, i algunes parts de la zona es classifiquen com a mediterrani d'estiu càlid.
Com a resultat de l'efecte bloquejador de les muntanyes de l'interior el clima de l'interior d'aquesta província és clima semiàrid amb algunes localitats que reben menys de 250 litres anuals de precipitació. La temperatura mitjana anual de les parts més poblades de la província arriben als 12 °C, la més suau del Canadà. Les fortes nevades ocorren en totes les muntanyes elevades de la província i proporcionen bases per a l'esquí tant al sud com a la Colúmbia Britànica central.
La temperatura més baixa va ocórrer a Smith River, quan va baixar fins −589 °C (−1,028 °F) el 31 de gener de 1947. El vent chinook fa, de vegades, que al nord de la província es pugui fondre la neu en ple hivern.

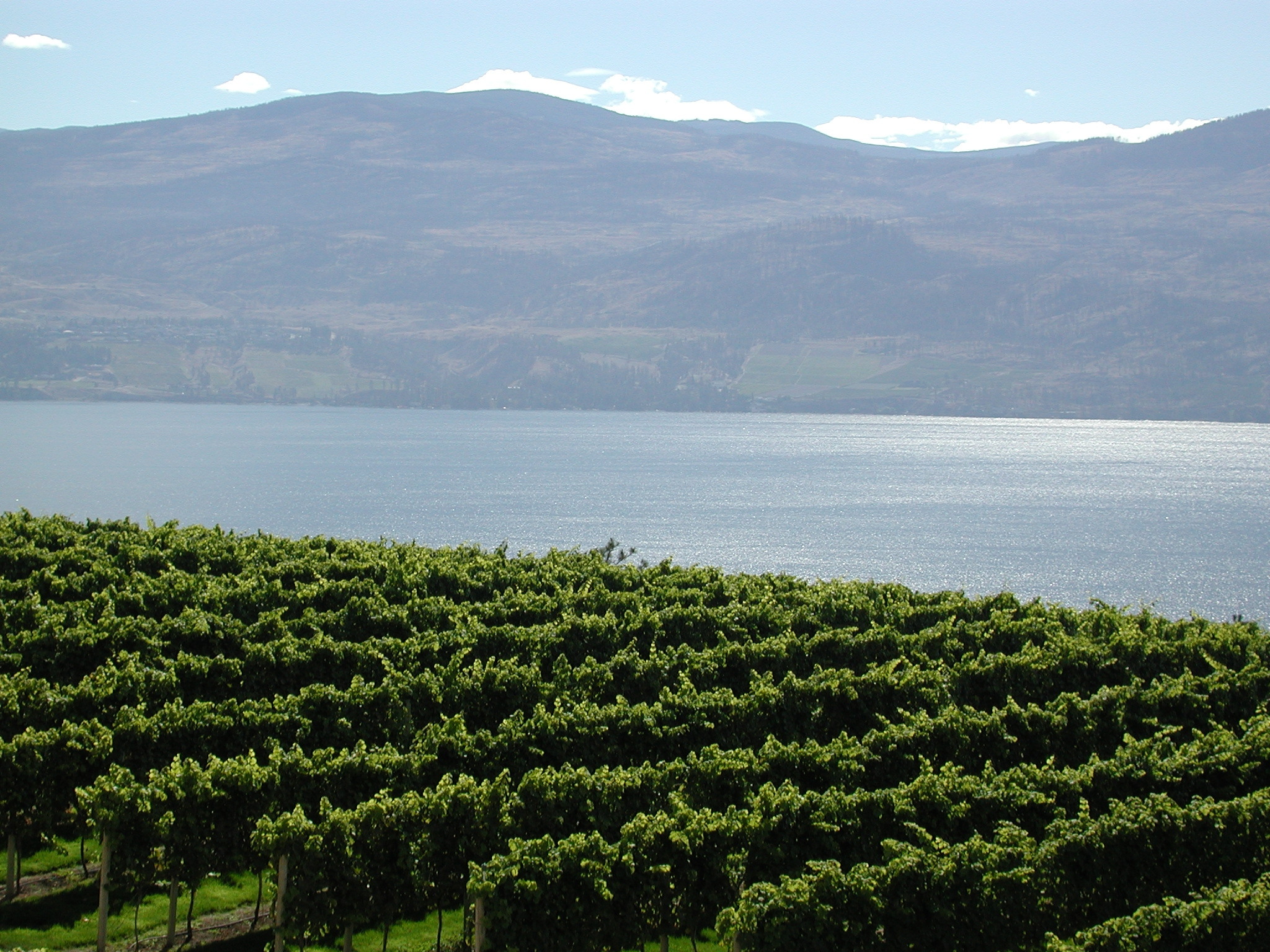
La regió Okanagan Valley té un clima adequat per a la vinya.

La insolació anual varia des de les 2.200 hores prop de Cranbrook i Victoria a menys de 1.300 hores a Prince Rupert.
| Municipalitat | Gener                                  | Abril                                | Juliol                               | Octubre                              |
| ------------- | -------------------------------------- | ------------------------------------ | ------------------------------------ | ------------------------------------ |
| Prince Rupert | 5.6 °C (42.1 °F)/ −0.8 °C (30.6 °F)    | 10.2 °C (50.4 °F)/ 2.5 °C (36.5 °F)  | 16.2 °C (61.2 °F)/ 10.5 °C (50.9 °F) | 11.1 °C (52.0 °F)/ 4.9 °C (40.8 °F)  |
| Tofino        | 8.3 °C (46.9 °F)/ 2.3 °C (36.1 °F)     | 11.9 °C (53.4 °F)/ 4.0 °C (39.2 °F)  | 18.9 °C (66.0 °F)/ 10.5 °C (50.9 °F) | 13.6 °C (56.5 °F)/ 6.3 °C (43.3 °F)  |
| Nanaimo       | 6.9 °C (44.4 °F)/ 0.1 °C (32.2 °F)     | 14.1 °C (57.4 °F)/ 3.9 °C (39.0 °F)  | 23.9 °C (75.0 °F)/ 12.3 °C (54.1 °F) | 14.6 °C (58.3 °F)/ 5.2 °C (41.4 °F)  |
| Victoria      | 7.6 °C (45.7 °F)/ 1.5 °C (34.7 °F)     | 13.6 °C (56.5 °F)/ 4.3 °C (39.7 °F)  | 22.4 °C (72.3 °F)/ 11.3 °C (52.3 °F) | 14.2 °C (57.6 °F)/ 5.7 °C (42.3 °F)  |
| Vancouver     | 6.9 °C (44.4 °F)/ 1.4 °C (34.5 °F)     | 13.2 °C (55.8 °F)/ 5.6 °C (42.1 °F)  | 22.2 °C (72.0 °F)/ 13.7 °C (56.7 °F) | 13.5 °C (56.3 °F)/ 7.0 °C (44.6 °F)  |
| Chilliwack    | 6.1 °C (43.0 °F)/ 0.4 °C (32.7 °F)     | 15.8 °C (60.4 °F)/ 5.2 °C (41.4 °F)  | 25.0 °C (77.0 °F)/ 12.5 °C (54.5 °F) | 15.3 °C (59.5 °F)/ 6.4 °C (43.5 °F)  |
| Penticton     | 1.8 °C (35.2 °F)/ −3.0 °C (26.6 °F)    | 15.7 °C (60.3 °F)/ 2.5 °C (36.5 °F)  | 28.7 °C (83.7 °F)/ 13.3 °C (55.9 °F) | 14.3 °C (57.7 °F)/ 3.2 °C (37.8 °F)  |
| Kamloops      | 0.4 °C (32.7 °F)/ −5.9 °C (21.4 °F)    | 16.6 °C (61.9 °F)/ 3.2 °C (37.8 °F)  | 28.9 °C (84.0 °F)/ 14.2 °C (57.6 °F) | 13.7 °C (56.7 °F)/ 3.3 °C (37.9 °F)  |
| Osoyoos       | 2.0 °C (35.6 °F)/ −3.8 °C (25.2 °F)    | 18.1 °C (64.6 °F)/ 3.6 °C (38.5 °F)  | 31.5 °C (88.7 °F)/ 14.3 °C (57.7 °F) | 16.4 °C (61.5 °F)/ 3.5 °C (38.3 °F)  |
| Cranbrook     | −1.9 °C (28.6 °F)/ −10.2 °C (13.6 °F)  | 12.9 °C (55.2 °F)/ 0.3 °C (32.5 °F)  | 26.2 °C (79.2 °F)/ 11.2 °C (52.2 °F) | 11.7 °C (53.1 °F)/ −0.3 °C (31.5 °F) |
| Prince George | −4.0 °C (24.8 °F)/ −11.7 °C (10.9 °F)  | 11.2 °C (52.2 °F)/ −1.1 °C (30.0 °F) | 22.4 °C (72.3 °F)/ 9.1 °C (48.4 °F)  | 9.4 °C (48.9 °F)/ −0.5 °C (31.1 °F)  |
| Fort Nelson   | −16.1 °C (3.0 °F)/ −24.6 °C (−12.3 °F) | 9.6 °C (49.3 °F)/ −3.6 °C (25.5 °F)  | 23.2 °C (73.8 °F)/ 10.9 °C (51.6 °F) | 5.2 °C (41.4 °F)/ −4.2 °C (24.4 °F)  |

### Parcs i zones protegides
Hi ha 14 tipus diferents de proteccions a la província. Hi ha 141 reserves ecològiques, 35 parcs marítims provincials, 7 llocs patrimonials provincials, 6 llocs històrics nacionals del Canadà, 4 parcs nacionals i 3 reserves de parcs nacionals. El 12,5% de la superfície de la província, 114.000 km², es troben protegits segons una de les 14 designacions diferents que inclou més de 800 àrees diferents.
La Colúmbia Britànica conté set dels parcs nacionals i reserves del parc nacional del Canadà:
- Parc Nacional de les Glaceres
- Reserva del Parc Nacional de les Illes del Golf
- Reserva del Parc Nacional Gwaii Haanas i lloc patrimonial Haida
- Parc Nacional de Kootenay
- Parc Nacional Mont Revelstoke
- Reserva del Parc Nacional Pacific Rim
- Parc Nacional de Yoho

La Columbia Britànica conté un gran nombre de parcs provincials, gestionats per BC Parks. Un altre nivell de parcs a la Colúmbia Britànica són els parcs regionals, mantinguts i gestionats pels districtes regionals de la província. A més d'aquestes zones, més de 47.000 km² de terres cultivables estan protegides com a Agricultural Land Reserve.